# Ixora pendula
Ixora pendula är en måreväxtart som beskrevs av William Jack. Ixora pendula ingår i släktet Ixora och familjen måreväxter.

## Underarter
Arten delas in i följande underarter:
- I. p. montana
- I. p. pendula